# Dieter Herrmann (Politiker)
Dieter Herrmann (* 30. Mai 1937 in Berlin; † 20. April 2018) war ein deutscher Politiker (CDU).
Herrmann besuchte eine Realschule und machte ab 1954 eine Lehre als Fernmeldehandwerker. Nach der Gesellenprüfung 1957 arbeitete er beim Fernmeldeamt 3 Berlin. Ab 1961 machte er eine Ausbildung als Ingenieur an der Staatlichen Ingenieurschule Gauß, die er 1964 als Diplom-Ingenieur abschloss.
1966 trat Herrmann der CDU bei und rückte 1972 in die Bezirksverordnetenversammlung im Bezirk Neukölln nach. Bei der Berliner Wahl 1985 wurde er in das Abgeordnetenhaus von Berlin gewählt und konnte das Direktmandat im Wahlkreis Neukölln 2 gewinnen. Bei der folgenden Wahl 1989 schied er aus, und seine Ehefrau Annelies Herrmann (CDU) wurde in das Parlament gewählt.
Die gemeinsame Tochter des Ehepaars ist die ehemalige Bezirksbürgermeisterin von Friedrichshain-Kreuzberg Monika Herrmann (Grüne).